# Cleora keravatensis
Cleora keravatensis är en fjärilsart som beskrevs av Claude Herbulot 1981. Cleora keravatensis ingår i släktet Cleora och familjen mätare. Inga underarter finns listade i Catalogue of Life.